# 塔吉特 (貝沙爾省)
30°55′N 2°2′W / 30.917°N 2.033°W

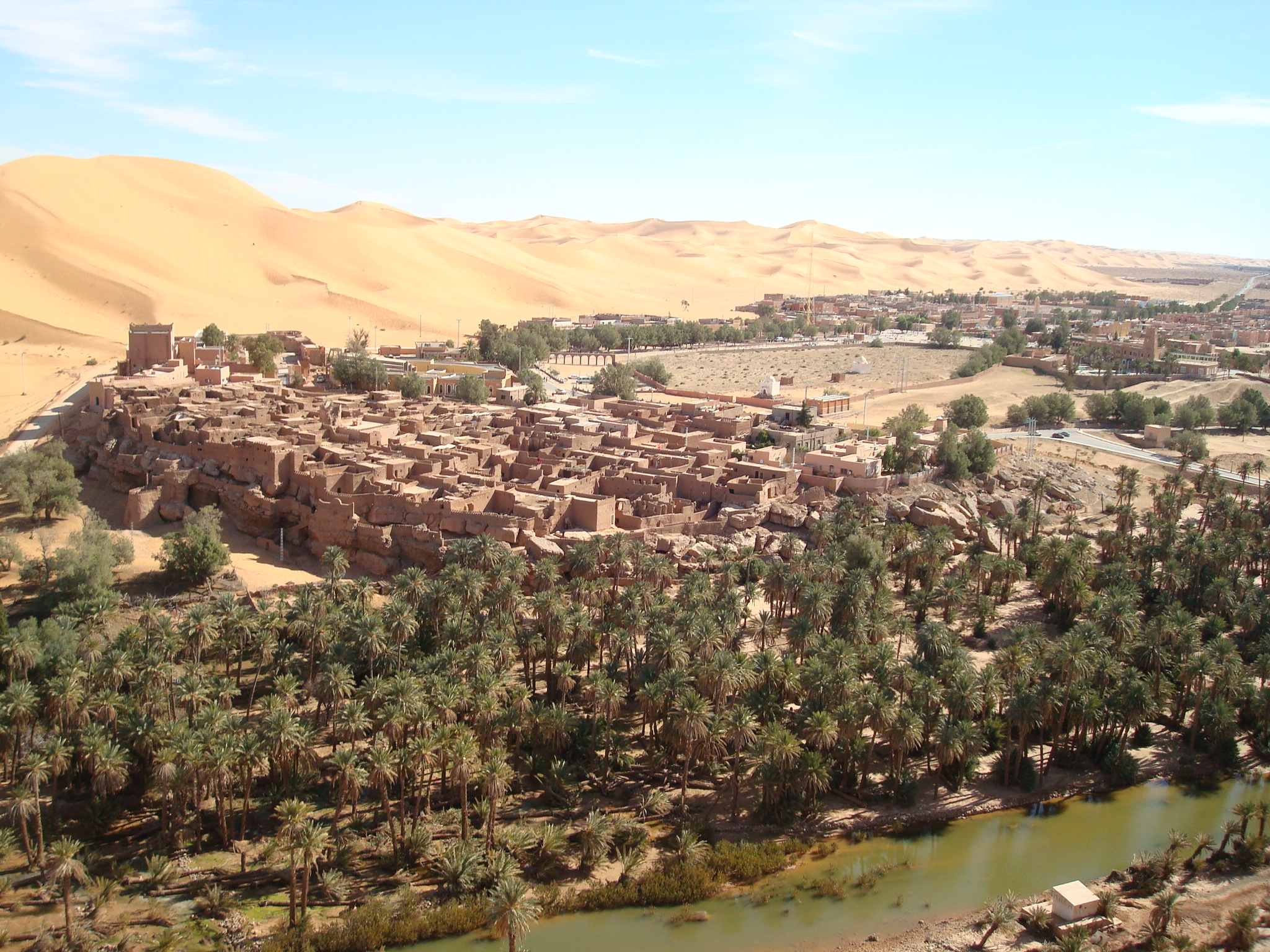

塔吉特（阿拉伯语：‎），是阿爾及利亞的城鎮，位於該國西部，由貝沙爾省負責管轄，是塔吉特區的首府，面積8,040平方公里，海拔高度580米，2008年人口6,505，人口密度每平方公里0.8人。